# Liga Nacional Superior de Voleibol Femenino 2016-17
La Liga Nacional Superior de Voleibol del Perú (oficialmente Liga Nacional de Voleibol Femenino "Copa Movistar" por razones de patrocinio, es la máxima competición de este deporte en el Perú, siendo la edición 2016-2017, la decimoquinta en su historia. Se inició el 3 de diciembre de 2016 con el partido entre Universidad César Vallejo y Túpac Amaru. Su organización, control y desarrollo están a cargo de la Federación Peruana de Voleibol (FPV).

## Equipos participantes
| Club                             | Ciudad   | Entrenador        |
| -------------------------------- | -------- | ----------------- |
| Alianza Lima                     | Lima     | Carlos Aparicio   |
| Circolo Sportivo Italiano        | Lima     | César Arrese      |
| Deportivo Alianza                | Lima     | Luis Milla        |
| Géminis de Comas                 | Lima     | Marco Queiroga    |
| Deportivo Jaamsa                 | Lima     | Juan Carlos Gala  |
| Club de Regatas Lima             | Lima     | Francisco Hervás  |
| Sport Performance Volleyball     | Callao   | Antonio Carrasco  |
| Sporting Cristal                 | Lima     | Walter Lung       |
| Túpac Amaru                      | Lima     | José Castillo     |
| Universidad César Vallejo        | Trujillo | Natalia Málaga    |
| Universidad San Martín de Porres | Lima     | Juan Diego García |

## Primera etapa
– Clasificados a la Segunda Etapa.      – Disputan Hexagonal de Ascenso o Permanencia de la LNSV.

### Tabla de posiciones
| Pos. | Equipo                           | J  | G | P | PTS |
| ---- | -------------------------------- | -- | - | - | --- |
| 1    | Universidad San Martín de Porres | 10 | 9 | 1 | 27  |
| 2    | Géminis de Comas                 | 10 | 9 | 1 | 26  |
| 3    | Alianza Lima                     | 10 | 8 | 2 | 25  |
| 4    | Deportivo Jaamsa                 | 10 | 8 | 2 | 23  |
| 5    | Club de Regatas Lima             | 10 | 6 | 4 | 18  |
| 6    | Circolo Sportivo Italiano        | 10 | 4 | 6 | 13  |
| 7    | Sporting Cristal                 | 10 | 4 | 6 | 10  |
| 8    | Universidad César Vallejo        | 10 | 2 | 8 | 8   |
| 9    | Túpac Amaru                      | 10 | 2 | 8 | 6   |
| 10   | Sport Performance Volleyball     | 10 | 2 | 8 | 5   |
| 11   | Deportivo Alianza                | 10 | 1 | 9 | 4   |

### Resultados
- Sede: Coliseo Niño Héroe Manuel Bonilla

| Fecha | Partido                          | Partido | Partido                          | Resultado | S1    | S2    | S3    | S4    | S5    | Total   |
| ----- | -------------------------------- | ------- | -------------------------------- | --------- | ----- | ----- | ----- | ----- | ----- | ------- |
| 03.12 | Universidad César Vallejo        | -       | Túpac Amaru                      | 3-1       | 25-21 | 25-19 | 21-25 | 25-20 | -     | 96-85   |
| 03.12 | Sporting Cristal                 | -       | Circolo Sportivo Italiano        | 3-2       | 26-24 | 21-25 | 10-25 | 25-23 | 15-11 | 97-108  |
| 04.12 | Géminis de Comas                 | -       | Sport Performance Volleyball     | 3-0       | 25-11 | 25-15 | 25-11 | -     | -     | 75-37   |
| 04.12 | Deportivo Jaamsa                 | -       | Alianza Lima                     | 0-3       | 16-25 | 16-25 | 9-25  | -     | -     | 41-75   |
| 08.12 | Club de Regatas Lima             | -       | Alianza Lima                     | 1-3       | 25-23 | 20-25 | 22-25 | 24-26 | -     | 91-99   |
| 08.12 | Universidad San Martín de Porres | -       | Sport Performance Volleyball     | 3-0       | 25-17 | 25-9  | 25-16 | -     | -     | 75-42   |
| 10.12 | Club de Regatas Lima             | -       | Deportivo Alianza                | 3-0       | 25-4  | 25-15 | 25-10 | -     | -     | 75-29   |
| 10.12 | Géminis de Comas                 | -       | Circolo Sportivo Italiano        | 3-0       | 25-22 | 25-14 | 25-16 | -     | -     | 75-52   |
| 11.12 | Universidad César Vallejo        | -       | Alianza Lima                     | 0-3       | 11-25 | 12-25 | 21-25 | -     | -     | 44-75   |
| 11.12 | Sporting Cristal                 | -       | Deportivo Jaamsa                 | 0-3       | 21-25 | 14-25 | 23-25 | -     | -     | 58-75   |
| 16.12 | Universidad San Martín de Porres | -       | Deportivo Alianza                | 3-0       | 25-12 | 25-12 | 25-17 | -     | -     | 75-41   |
| 16.12 | Club de Regatas Lima             | -       | Túpac Amaru                      | 3-0       | 25-19 | 25-16 | 25-18 | -     | -     | 75-53   |
| 17.12 | Universidad César Vallejo        | -       | Sporting Cristal                 | 2-3       | 25-18 | 21-25 | 11-25 | 26-24 | 12-15 | 95-107  |
| 17.12 | Géminis de Comas                 | -       | Deportivo Jaamsa                 | 3-1       | 25-16 | 25-20 | 23-25 | 25-15 | -     | 98-76   |
| 07.01 | Sport Performance Volleyball     | -       | Circolo Sportivo Italiano        | 0-3       | 18-25 | 18-25 | 18-25 | -     | -     | 54-75   |
| 07.01 | Universidad San Martín de Porres | -       | Túpac Amaru                      | 3-1       | 25-19 | 21-25 | 25-21 | 25-17 | -     | 96-82   |
| 08.01 | Géminis de Comas                 | -       | Universidad César Vallejo        | 3-1       | 25-18 | 25-22 | 20-25 | 25-15 | -     | 95-80   |
| 08.01 | Club de Regatas Lima             | -       | Sporting Cristal                 | 3-0       | 25-14 | 25-7  | 25-20 | -     | -     | 75-41   |
| 13.01 | Sport Performance Volleyball     | -       | Deportivo Jaamsa                 | 0-3       | 23-25 | 15-25 | 15-25 | -     | -     | 53-75   |
| 13.01 | Deportivo Alianza                | -       | Túpac Amaru                      | 0-3       | 10-25 | 22-25 | 24-26 | -     | -     | 56-76   |
| 14.01 | Sport Performance Volleyball     | -       | Universidad César Vallejo        | 3-2       | 25-19 | 25-23 | 21-25 | 19-25 | 15-13 | 105-105 |
| 14.01 | Universidad San Martín de Porres | -       | Circolo Sportivo Italiano        | 3-0       | 25-13 | 25-19 | 25-12 | -     | -     | 75-44   |
| 15.01 | Deportivo Alianza                | -       | Alianza Lima                     | 0-3       | 8-25  | 12-25 | 13-25 | -     | -     | 33-75   |
| 15.01 | Géminis de Comas                 | -       | Club de Regatas Lima             | 3-1       | 17-25 | 26-24 | 25-22 | 25-22 | -     | 93-93   |
| 20.01 | Túpac Amaru                      | -       | Alianza Lima                     | 0-3       | 19-25 | 18-25 | 10-25 | -     | -     | 47-75   |
| 20.01 | Deportivo Alianza                | -       | Sporting Cristal                 | 3-1       | 21-25 | 25-22 | 25-22 | 25-15 | -     | 96-84   |
| 21.01 | Géminis de Comas                 | -       | Deportivo Alianza                | 3-2       | 25-17 | 25-11 | 21-25 | 23-25 | 15-5  | 109-83  |
| 21.01 | Circolo Sportivo Italiano        | -       | Deportivo Jaamsa                 | 1-3       | 25-23 | 18-25 | 15-25 | 15-25 | -     | 73-98   |
| 22.01 | Túpac Amaru                      | -       | Sporting Cristal                 | 1-3       | 14-25 | 22-25 | 25-22 | 23-25 | -     | 84-97   |
| 22.01 | Alianza Lima                     | -       | Universidad San Martín de Porres | 2-3       | 13-25 | 24-26 | 25-23 | 31-29 | 12-15 | 105-118 |
| 27.01 | Circolo Sportivo Italiano        | -       | Universidad César Vallejo        | 3-0       | 25-20 | 25-18 | 25-15 | -     | -     | 75-53   |
| 27.01 | Sport Performance Volleyball     | -       | Deportivo Alianza                | 3-1       | 29-27 | 12-25 | 25-20 | 25-20 | -     | 91-92   |
| 28.01 | Túpac Amaru                      | -       | Géminis de Comas                 | 0-3       | 20-25 | 16-25 | 16-25 | -     | -     | 52-75   |
| 28.01 | Alianza Lima                     | -       | Sporting Cristal                 | 3-0       | 25-21 | 25-18 | 25-23 | -     | -     | 75-62   |
| 29.01 | Sport Performance Volleyball     | -       | Club de Regatas Lima             | 0-3       | 21-25 | 14-25 | 22-25 | -     | -     | 57-75   |
| 29.01 | Deportivo Jaamsa                 | -       | Universidad San Martín de Porres | 3-2       | 25-20 | 17-25 | 25-19 | 20-25 | 17-15 | 104-104 |
| 03.02 | Universidad San Martín de Porres | -       | Universidad César Vallejo        | 3-0       | 25-18 | 25-22 | 25-17 | -     | -     | 75-57   |
| 03.02 | Deportivo Jaamsa                 | -       | Club de Regatas Lima             | 3-0       | 25-23 | 25-21 | 25-19 | -     | -     | 75-63   |
| 04.02 | Circolo Sportivo Italiano        | -       | Deportivo Alianza                | 3-1       | 25-16 | 25-17 | 23-25 | 25-12 | -     | 98-70   |
| 04.02 | Géminis de Comas                 | -       | Alianza Lima                     | 3-0       | 25-20 | 25-19 | 25-20 | -     | -     | 75-59   |
| 05.02 | Deportivo Jaamsa                 | -       | Universidad César Vallejo        | 3-0       | 25-22 | 25-17 | 25-22 | -     | -     | 75-61   |
| 05.02 | Sporting Cristal                 | -       | Universidad San Martín de Porres | 0-3       | 15-25 | 18-25 | 21-25 | -     | -     | 54-75   |
| 10.02 | Circolo Sportivo Italiano        | -       | Club de Regatas Lima             | 1-3       | 25-23 | 22-25 | 27-29 | 15-25 | -     | 89-102  |
| 10.02 | Túpac Amaru                      | -       | Sport Performance Volleyball     | 3-0       | 25-18 | 25-20 | 25-14 | -     | -     | 75-52   |
| 11.02 | Deportivo Jaamsa                 | -       | Deportivo Alianza                | 3-1       | 25-14 | 30-28 | 23-25 | 25-15 | -     | 103-82  |
| 11.02 | Géminis de Comas                 | -       | Universidad San Martín de Porres | 1-3       | 21-25 | 25-22 | 19-25 | 19-25 | -     | 84-97   |
| 12.02 | Sporting Cristal                 | -       | Sport Performance Volleyball     | 3-0       | 26-24 | 25-15 | 25-17 | -     | -     | 76-56   |
| 12.02 | Universidad César Vallejo        | -       | Club de Regatas Lima             | 0-3       | 19-25 | 23-25 | 19-25 | -     | -     | 61-75   |
| 12.02 | Alianza Lima                     | -       | Circolo Sportivo Italiano        | 3-0       | 25-16 | 25-20 | 26-24 | -     | -     | 76-60   |
| 18.02 | Túpac Amaru                      | -       | Circolo Sportivo Italiano        | 1-3       | 25-23 | 16-25 | 11-25 | 18-25 | -     | 70-98   |
| 18.02 | Alianza Lima                     | -       | Sport Performance Volleyball     | 3-0       | 25-21 | 25-18 | 25-19 | -     | -     | 75-58   |
| 19.02 | Universidad César Vallejo        | -       | Deportivo Alianza                | 3-0       | 25-14 | 25-12 | 25-15 | -     | -     | 75-41   |
| 19.02 | Géminis de Comas                 | -       | Sporting Cristal                 | 3-0       | 25-20 | 26-24 | 25-16 | -     | -     | 76-60   |
| 25.02 | Deportivo Jaamsa                 | -       | Túpac Amaru                      | 3-0       | 25-20 | 28-26 | 27-25 | -     | -     | 80-71   |
| 25.02 | Universidad San Martín de Porres | -       | Club de Regatas Lima             | 3-0       | 25-23 | 25-20 | 25-22 | -     | -     | 75-65   |

## Segunda etapa
En la segunda etapa, los ocho clasificados se están enfrentando nuevamente en una liguilla o round-robin empezando con el puntaje acumulado durante la etapa anterior. Las posiciones finales de cada equipo al finalizar esta instancia permitirán armar los enfrentamientos en la tercera etapa o Ronda Final.
- Primer lugar       vs.       Octavo lugar
- Segundo lugar      vs.       Séptimo lugar
- Tercer lugar       vs.       Sexto lugar
- Cuarto lugar       vs.       Quinto lugar

### Tabla de posiciones
| Pos. | Equipo                           | J  | G  | P  | PTS |
| ---- | -------------------------------- | -- | -- | -- | --- |
| 1    | Géminis de Comas                 | 17 | 15 | 2  | 42  |
| 2    | Alianza Lima                     | 17 | 13 | 4  | 40  |
| 3    | Universidad San Martín de Porres | 17 | 13 | 4  | 39  |
| 4    | Deportivo Jaamsa                 | 17 | 12 | 5  | 35  |
| 5    | Club de Regatas Lima             | 17 | 11 | 6  | 33  |
| 6    | Circolo Sportivo Italiano        | 17 | 6  | 11 | 20  |
| 7    | Sporting Cristal                 | 17 | 5  | 12 | 13  |
| 8    | Universidad César Vallejo        | 17 | 3  | 14 | 12  |

- Nota: La Universidad San Martín de Portes perdió tres puntos ante Circolo Sportivo Italiano después de ganar con resultado de 3 - 0 (25-15, 25-20, 25-13).

El motivo fue por incumplir el reglamento de la LNSV y tener a tres deportistas extranjeras en cancha.
Resultado Final: San Martín 0 - 3 Circolo (0-25, 0-25, 0-25)

### Resultados
- Sede: Coliseo Niño Héroe Manuel Bonilla

| Fecha | Hora  | Partido                          | Partido | Partido                          | Resultado | S1    | S2    | S3    | S4    | S5    | Total   |
| ----- | ----- | -------------------------------- | ------- | -------------------------------- | --------- | ----- | ----- | ----- | ----- | ----- | ------- |
| 08.03 | 07:00 | Alianza Lima                     | -       | Circolo Sportivo Italiano        | 3-0       | 25-20 | 25-22 | 25-22 | -     | -     | 75-64   |
| 08.03 | 08:30 | Deportivo Jaamsa                 | -       | Club de Regatas Lima             | 1-3       | 25-27 | 19-25 | 25-23 | 14-25 | -     | 83-100  |
| 10.03 | 07:00 | Universidad San Martín de Porres | -       | Universidad César Vallejo        | 3-0       | 25-17 | 25-20 | 25-20 | -     | -     | 75-57   |
| 10.03 | 08:30 | Géminis de Comas                 | -       | Sporting Cristal                 | 3-0       | 25-15 | 25-18 | 25-8  | -     | -     | 75-41   |
| 11.03 | 04:00 | Universidad César Vallejo        | -       | Circolo Sportivo Italiano        | 2-3       | 21-25 | 25-14 | 23-25 | 26-24 | 12-15 | 107-103 |
| 11.03 | 06:00 | Alianza Lima                     | -       | Deportivo Jaamsa                 | 2-3       | 25-22 | 17-25 | 25-17 | 29-31 | 13-15 | 109-110 |
| 12.03 | 04:00 | Sporting Cristal                 | -       | Universidad San Martín de Porres | 1-3       | 11-25 | 18-25 | 25-18 | 12-25 | -     | 66-93   |
| 12.03 | 06:00 | Géminis de Comas                 | -       | Club de Regatas Lima             | 3-0       | 25-21 | 25-22 | 25-22 | -     | -     | 75-65   |
| 15.03 | 07:00 | Universidad San Martín de Porres | -       | Deportivo Jaamsa                 | 3-2       | 25-20 | 25-19 | 18-25 | 19-25 | 15-9  | 102-98  |
| 15.03 | 08:30 | Sporting Cristal                 | -       | Club de Regatas Lima             | 0-3       | 14-25 | 17-25 | 15-25 | -     | -     | 46-75   |
| 17.03 | 07:00 | Circolo Sportivo Italiano        | -       | Géminis de Comas                 | 2-3       | 25-19 | 24-26 | 23-25 | 25-20 | 19-21 | 116-111 |
| 17.03 | 08:30 | Sporting Cristal                 | -       | Alianza Lima                     | 0-3       | 22-25 | 19-25 | 27-29 | -     | -     | 68-79   |
| 18.03 | 04:00 | Circolo Sportivo Italiano        | -       | Deportivo Jaamsa                 | 0-3       | 23-25 | 19-25 | 18-25 | -     | -     | 60-75   |
| 18.03 | 06:00 | Club de Regatas Lima             | -       | Universidad San Martín de Porres | 3-1       | 25-18 | 25-21 | 23-25 | 25-18 | -     | 98-82   |
| 19.03 | 04:00 | Sporting Cristal                 | -       | Universidad César Vallejo        | 2-3       | 20-25 | 30-32 | 25-18 | 25-15 | 12-15 | 112-105 |
| 19.03 | 06:00 | Géminis de Comas                 | -       | Alianza Lima                     | 0-3       | 15-25 | 26-28 | 12-25 | -     | -     | 53-78   |
| 24.03 | 07:00 | Universidad César Vallejo        | -       | Géminis de Comas                 | 0-3       | 16-25 | 20-25 | 18-25 | -     | -     | 54-75   |
| 24.03 | 08:30 | Deportivo Jaamsa                 | -       | Sporting Cristal                 | 3-0       | 25-16 | 25-16 | 25-19 | -     | -     | 75-51   |
| 25.03 | 04:00 | Club de Regatas Lima             | -       | Universidad César Vallejo        | 3-1       | 25-16 | 22-25 | 25-15 | 25-10 | -     | 97-66   |
| 25.03 | 06:00 | Alianza Lima                     | -       | Universidad San Martín de Porres | 1-3       | 18-25 | 12-25 | 29-27 | 20-25 | -     | 79-102  |
| 26.03 | 04:00 | Circolo Sportivo Italiano        | -       | Sporting Cristal                 | 2-3       | 25-13 | 25-18 | 20-25 | 24-26 | 13-15 | 107-97  |
| 26.03 | 06:00 | Deportivo Jaamsa                 | -       | Géminis de Comas                 | 1-3       | 15-25 | 23-25 | 25-17 | 19-25 | -     | 82-92   |
| 29.03 | 07:00 | Universidad San Martín de Porres | -       | Circolo Sportivo Italiano        | 0-3       | 0-25  | 0-25  | 0-25  | -     | -     | 0-75    |
| 29.03 | 08:30 | Club de Regatas Lima             | -       | Alianza Lima                     | 1-3       | 19-25 | 21-25 | 27-25 | 21-25 | -     | 88-100  |
| 31.03 | 07:00 | Universidad César Vallejo        | -       | Deportivo Jaamsa                 | 1-3       | 34-32 | 18-25 | 19-25 | 15-25 | -     | 86-107  |
| 31.03 | 08:30 | Club de Regatas Lima             | -       | Circolo Sportivo Italiano        | 3-0       | 25-17 | 25-19 | 25-18 | -     | -     | 75-54   |
| 01.04 | 04:00 | Alianza Lima                     | -       | Universidad César Vallejo        | 3-2       | 25-16 | 21-25 | 20-25 | 25-13 | 15-7  | 106-86  |
| 01.04 | 06:00 | Universidad San Martín de Porres | -       | Géminis de Comas                 | 2-3       | 22-25 | 18-25 | 25-20 | 25-22 | 13-15 | 103-107 |

## Tercera Etapa (Ronda Final)
|  | Cuartos de final                                       | Cuartos de final                                       |                                  |                  | Semifinales                                 | Semifinales                                 |                  |                      | Final                                       | Final                                       |  |
|  | Del 5 al 9 de abril, Coliseo Niño Héroe Manuel Bonilla | Del 5 al 9 de abril, Coliseo Niño Héroe Manuel Bonilla |                                  |                  | 14, 16 y 19 de abril, Coliseo Eduardo Dibós | 14, 16 y 19 de abril, Coliseo Eduardo Dibós |                  |                      | 23, 29 y 30 de abril, Coliseo Eduardo Dibós | 23, 29 y 30 de abril, Coliseo Eduardo Dibós |  |
|  |                                                        |                                                        |                                  |                  |                                             |                                             |                  |                      |                                             |                                             |  |
|  |                                                        |                                                        |                                  |                  |                                             |                                             |                  |                      |                                             |                                             |  |
|  | Géminis de Comas                                       | 2                                                      |                                  |                  |                                             |                                             |                  |                      |                                             |                                             |  |
|  | Géminis de Comas                                       | 2                                                      |                                  |                  |                                             |                                             |                  |                      |                                             |                                             |  |
|  | Universidad César Vallejo                              | 0                                                      |                                  |                  |                                             |                                             |                  |                      |                                             |                                             |  |
|  | Universidad César Vallejo                              | 0                                                      |                                  | Géminis de Comas | 0                                           |                                             |                  |                      |                                             |                                             |  |
|  |                                                        |                                                        |                                  | Géminis de Comas | 0                                           |                                             |                  |                      |                                             |                                             |  |
|  |                                                        |                                                        | Club de Regatas Lima             | 2                |                                             |                                             |                  |                      |                                             |                                             |  |
|  | Deportivo Jaamsa                                       | 0                                                      | Club de Regatas Lima             | 2                |                                             |                                             |                  |                      |                                             |                                             |  |
|  | Deportivo Jaamsa                                       | 0                                                      |                                  |                  |                                             |                                             |                  |                      |                                             |                                             |  |
|  | Club de Regatas Lima                                   | 2                                                      |                                  |                  |                                             |                                             |                  |                      |                                             |                                             |  |
|  | Club de Regatas Lima                                   | 2                                                      |                                  |                  |                                             |                                             |                  | Club de Regatas Lima | 2                                           |                                             |  |
|  |                                                        |                                                        |                                  |                  |                                             |                                             |                  | Club de Regatas Lima | 2                                           |                                             |  |
|  |                                                        |                                                        | Universidad San Martín de Porres | 1                |                                             |                                             |                  |                      |                                             |                                             |  |
|  | Alianza Lima                                           | 2                                                      | Universidad San Martín de Porres | 1                |                                             |                                             |                  |                      |                                             |                                             |  |
|  | Alianza Lima                                           | 2                                                      |                                  |                  |                                             |                                             |                  |                      |                                             |                                             |  |
|  | Sporting Cristal                                       | 0                                                      |                                  |                  |                                             |                                             |                  |                      |                                             |                                             |  |
|  | Sporting Cristal                                       | 0                                                      |                                  | Alianza Lima     | 1                                           |                                             |                  | Tercer lugar         | Tercer lugar                                |                                             |  |
|  |                                                        |                                                        |                                  | Alianza Lima     | 1                                           |                                             |                  | Tercer lugar         | Tercer lugar                                |                                             |  |
|  |                                                        |                                                        | Universidad San Martín de Porres | 2                |                                             |                                             |                  |                      |                                             |                                             |  |
|  | Universidad San Martín de Porres                       | 2                                                      | Universidad San Martín de Porres | 2                |                                             |                                             | Géminis de Comas | 2                    |                                             |                                             |  |
|  | Universidad San Martín de Porres                       | 2                                                      |                                  |                  |                                             |                                             | Géminis de Comas | 2                    |                                             |                                             |  |
|  | Circolo Sportivo Italiano                              | 0                                                      |                                  |                  |                                             |                                             |                  |                      | Alianza Lima                                | 0                                           |  |
|  | Circolo Sportivo Italiano                              | 0                                                      |                                  |                  |                                             |                                             |                  |                      | Alianza Lima                                | 0                                           |  |
|  |                                                        |                                                        |                                  |                  |                                             |                                             |                  |                      |                                             |                                             |  |

### Cuartos de final

#### Llave 1
- Coliseo Niño Héroe Manuel Bonilla

| Fecha | Hora  | Partido | Partido          | Partido | Partido                   | Resultado | S1    | S2    | S3    | S4 | S5 | Total |
| ----- | ----- | ------- | ---------------- | ------- | ------------------------- | --------- | ----- | ----- | ----- | -- | -- | ----- |
| 05.04 | 08:30 | IDA     | Géminis de Comas | -       | Universidad César Vallejo | 3-0       | 25-17 | 25-22 | 25-22 | -  | -  | 75-61 |
| 08.04 | 06:00 | VUELTA  | Géminis de Comas | -       | Universidad César Vallejo | 3-0       | 25-21 | 25-19 | 25-23 | -  | -  | 75-63 |

#### Llave 2
- Coliseo Niño Héroe Manuel Bonilla

| Fecha | Hora  | Partido | Partido      | Partido | Partido          | Resultado | S1    | S2    | S3    | S4 | S5 | Total |
| ----- | ----- | ------- | ------------ | ------- | ---------------- | --------- | ----- | ----- | ----- | -- | -- | ----- |
| 07.04 | 08:30 | IDA     | Alianza Lima | -       | Sporting Cristal | 3-0       | 25-12 | 25-16 | 25-19 | -  | -  | 75-47 |
| 09.04 | 06:00 | VUELTA  | Alianza Lima | -       | Sporting Cristal | 3-0       | 25-15 | 25-21 | 25-21 | -  | -  | 75-57 |

#### Llave 3
- Coliseo Niño Héroe Manuel Bonilla

| Fecha | Hora  | Partido | Partido                          | Partido | Partido                   | Resultado | S1    | S2    | S3    | S4 | S5 | Total |
| ----- | ----- | ------- | -------------------------------- | ------- | ------------------------- | --------- | ----- | ----- | ----- | -- | -- | ----- |
| 05.04 | 07:00 | IDA     | Universidad San Martín de Porres | -       | Circolo Sportivo Italiano | 3-0       | 25-15 | 25-20 | 25-18 | -  | -  | 75-53 |
| 08.04 | 04:00 | VUELTA  | Universidad San Martín de Porres | -       | Circolo Sportivo Italiano | 3-0       | 25-20 | 25-19 | 25-16 | -  | -  | 75-55 |

#### Llave 4
- Coliseo Niño Héroe Manuel Bonilla

| Fecha | Hora  | Partido | Partido          | Partido | Partido              | Resultado | S1    | S2    | S3    | S4    | S5 | Total |
| ----- | ----- | ------- | ---------------- | ------- | -------------------- | --------- | ----- | ----- | ----- | ----- | -- | ----- |
| 07.04 | 07:00 | IDA     | Deportivo Jaamsa | -       | Club de Regatas Lima | 1-3       | 21-25 | 20-25 | 25-22 | 19-25 | -  | 85-97 |
| 09.04 | 04:00 | VUELTA  | Deportivo Jaamsa | -       | Club de Regatas Lima | 1-3       | 25-23 | 20-25 | 19-25 | 22-25 | -  | 86-98 |

### Semifinal

#### Partidos de ida
- Coliseo Eduardo Dibós

| Fecha | Hora  | Partido          | Partido | Partido                          | Resultado | S1    | S2    | S3    | S4    | S5 | Total |
| ----- | ----- | ---------------- | ------- | -------------------------------- | --------- | ----- | ----- | ----- | ----- | -- | ----- |
| 14.04 | 04:00 | Géminis de Comas | -       | Club de Regatas Lima             | 0-3       | 18-25 | 20-25 | 19-25 | -     | -  | 57-75 |
| 14.04 | 06:00 | Alianza Lima     | -       | Universidad San Martín de Porres | 1-3       | 17-25 | 22-25 | 25-19 | 20-25 | -  | 84-94 |

#### Partidos de vuelta
- Coliseo Eduardo Dibós

| Fecha | Hora  | Partido          | Partido | Partido                          | Resultado | S1    | S2    | S3    | S4    | S5 | Total  |
| ----- | ----- | ---------------- | ------- | -------------------------------- | --------- | ----- | ----- | ----- | ----- | -- | ------ |
| 16.04 | 04:00 | Alianza Lima     | -       | Universidad San Martín de Porres | 3-1       | 25-21 | 20-25 | 25-20 | 25-20 | -  | 95-86  |
| 16.04 | 06:00 | Géminis de Comas | -       | Club de Regatas Lima             | 1-3       | 17-25 | 28-26 | 22-25 | 15-25 | -  | 82-101 |

#### ExtraGame
- Coliseo Eduardo Dibós

| Fecha | Hora  | Partido      | Partido | Partido                          | Resultado | S1    | S2    | S3    | S4    | S5    | Total   |
| ----- | ----- | ------------ | ------- | -------------------------------- | --------- | ----- | ----- | ----- | ----- | ----- | ------- |
| 19.04 | 07:00 | Alianza Lima | -       | Universidad San Martín de Porres | 2-3       | 21-25 | 24-26 | 25-23 | 25-14 | 13-15 | 108-103 |

### Tercer lugar
- Sede: Coliseo Niño Héroe Manuel Bonilla (IDA) * Coliseo Eduardo Dibós (VUELTA)

| Fecha | Hora  | Partido | Partido          | Partido | Partido      | Resultado | S1    | S2    | S3    | S4    | S5    | Total   |
| ----- | ----- | ------- | ---------------- | ------- | ------------ | --------- | ----- | ----- | ----- | ----- | ----- | ------- |
| 23.04 | 04:00 | IDA     | Géminis de Comas | -       | Alianza Lima | 3-1       | 21-25 | 25-20 | 25-19 | 26-24 | -     | 97-88   |
| 29.04 | 04:00 | VUELTA  | Géminis de Comas | -       | Alianza Lima | 3-2       | 23-25 | 22-25 | 25-15 | 25-23 | 15-12 | 110-100 |

### Final
- Sede: Coliseo Niño Héroe Manuel Bonilla (IDA) * Coliseo Eduardo Dibós (VUELTA - EXTRAGAME)

| Fecha | Hora  | Partido | Partido              | Partido | Partido                          | Resultado | S1    | S2    | S3    | S4 | S5 | Total |
| ----- | ----- | ------- | -------------------- | ------- | -------------------------------- | --------- | ----- | ----- | ----- | -- | -- | ----- |
| 23.04 | 06:00 | IDA     | Club de Regatas Lima | -       | Universidad San Martín de Porres | 0-3       | 13-25 | 19-25 | 22-25 | -  | -  |       |
| 29.04 | 06:00 | VUELTA  | Club de Regatas Lima | -       | Universidad San Martín de Porres | 0-3       | 25-27 | 21-25 | 26-28 | -  | -  | 72-80 |

## Posición Final
|  | Representa al Perú en el Sudamericano de Clubes 2018 |

| Pos.              | Equipo                           |
| ----------------- | -------------------------------- |
| Medalla de oro    | Club Regatas Lima                |
| Medalla de plata  | Universidad San Martín De Porres |
| Medalla de bronce | Géminis de Comas                 |
| 4                 | Alianza Lima                     |
| 5                 | Deportivo Jaamsa                 |
| 6                 | Circolo Sportivo Italiano        |
| 7                 | Sporting Cristal                 |
| 8                 | Universidad César Vallejo        |
| 9                 | Sport Performance Volleyball     |
| 10                | Deportivo Alianza                |
| 11                | Túpac Amaru                      |

| Campeón de la Liga Peruana  |
| --------------------------- |
| Club Regatas Lima 5º título |

## Equipo Estrella
- Mayor Anotadora
  -  Ángela Leyva -  Universidad San Martín de Porres
- 2da Mayor Anotadora
  -  Coraima Gómez -  Alianza Lima
- 3ra Mayor Anotadora
  -  Carla Rueda -  Géminis de Comas
- Mejor Central
  -  Ashley Benson -  Regatas Lima
- 2da Mejor Central
  -  Melissa Rangel -  Alianza Lima
- Mejor Punta
  -  Ángela Leyva -  Universidad San Martín de Porres
- 2da Mejor Punta
  -  Carla Rueda -  Géminis de Comas
- Mejor Opuesta
  -  Sereea Freeman -  Regatas Lima
- 2da Mejor Opuesta
  -  Daniela Uribe -  Alianza Lima
- Mejor Armadora
  -  Shiamara Almeida -  Alianza Lima
- 2da Mejor Armadora
  -  Miryec Muñoz -  Géminis de Comas
- Mejor Libero
  -  Mirian Patiño -  Regatas Lima
- 2da Mejor Libero
  -  Janice Torres -  Universidad San Martín de Porres
- Mejor Servicio
  -  Angélica Aquino -  Regatas Lima
- 2da Mejor Servicio
  -  Miryec Muñoz -  Géminis de Comas